# Commission du Vieux Paris
Die Commission du Vieux Paris (CVP) ist eine im Jahr 1897 von Justin de Selves, dem damaligen Präfekten des Départements Seine gegründete, heute von dem Pariser Oberbürgermeister präsidierte konsultative Kommission der Stadt Paris mit Sitz in dem ehemaligen Hôtel particulier Hôtel Cromot du Bourg, 9 rue Cadet, im 9. Arrondissement.

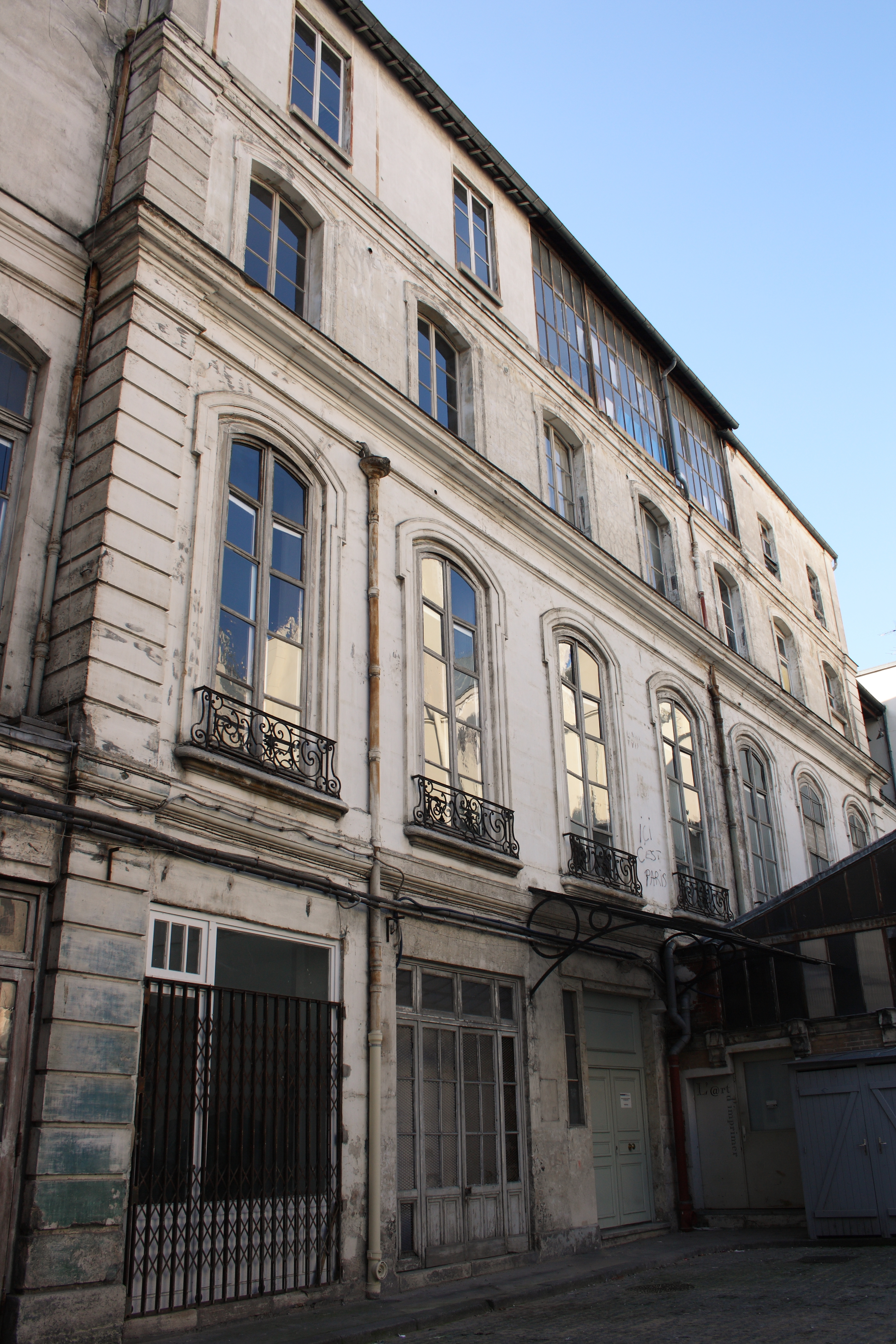
Hôtel Cromot du Bourg, Sitz der Commission du Vieux Paris

Hauptaufgabe der CVP ist die Beratung der Pariser Stadtregierung im Hinblick auf die Bewahrung und Erschließung des städtischen Kulturerbes, wobei ihre besondere Aufmerksamkeit der Erforschung der nicht institutionell geschützten historischen Gebäuden und archäologischen Fundorten gilt.
Die 55 vom Oberbürgermeister und dem Stadtrat für die Dauer der jeweiligen Amtszeit nominierten Kommissionsmitglieder sind gewählte Stadträte, Behördenleiter oder Mitarbeiter sonstiger öffentlich-rechtlicher Institutionen, Vertreter unabhängiger Organisationen und Vereine sowie Vertreter der Bürgerschaft, unter denen sich Experten verschiedener Disziplinen, Hochschulprofessoren und Journalisten der Fachpresse befinden. Sie tagen einmal monatlich im Hôtel de Ville, um die etwa eintausend jährlich bei der zuständigen städtischen Dienststelle, der Direction de l’urbanisme de la Ville de Paris eingereichten Anträge für Abbruchgenehmigungen sowie Durchführbarkeitsstudien zu prüfen, Wünsche bezüglich der Erhaltung oder Restaurierung von Gebäuden zu äußern und aktuelle, das städtische Kulturerbe betreffende Fragen zu erörtern.
Die Presse wies im Jahr 2008 darauf hin, dass die Einrichtung einer städtischen Unterkommission zur schnelleren Begutachtung der Akten – die eine kurzfristige Vermehrung von Sozialwohnungen insbesondere in Häusern der Pariser Altstadtbereiche gestatten soll – mit einem Verlust des Einflusses der CVP einhergeht, die sich den anachronistischen Umbaumaßnahmen und den damit verbundenen Zerstörungen widersetzt.
Ihre Erkenntnisse und Forschungsergebnisse veröffentlichte die Commission du Vieux Paris in den Jahren von 1978 bis 2001 in den regelmäßig erscheinenden Cahiers de la Rotonde, deren Titel sich von dem  damaligen Sitz der CVP in der von Claude-Nicolas Ledoux ursprünglich als Zollwachhaus errichteten Rotonde de la Villette ableitete. Seit dem Jahr 2004 publiziert sie zweimal jährlich die Fachzeitschrift Paris Patrimoine: Histoire de l'architecture et archéologie.